# Gulbrynad bergtyrann
Gulbrynad bergtyrann (Silvicultrix pulchella) är en fågel i familjen tyranner inom ordningen tättingar.

## Utbredning och systematik
Gulbrynad bergtyrann delas in i två underarter:
- Silvicultrix pulchella similis – förekommer i centrala Peru
- Silvicultrix pulchella pulchella – förekommer i sydöstra Peru och västra Bolivia

## Status och hot
Arten har ett stort utbredningsområde, men tros minska i antal, dock inte tillräckligt kraftigt för att den ska betraktas som hotad. Internationella naturvårdsunionen IUCN listar arten som livskraftig (LC).